# Жеркалај (Прахова)
Жеркалај (рум. Jercălăi) насеље је у Румунији у округу Прахова у општини Урлаци. Oпштина се налази на надморској висини од 152 m.

## Становништво
Према подацима из 2002. године у насељу је живело 238 становника, од којих су сви румунске националности.